# Thom Jansen
Thom Jansen (Amsterdam, 15 februari 1953) is een Nederlands organist, pianist en componist. Hij is vooral actief op het gebied van de kerkmuziek. Daarnaast is hij werkzaam in de orgelbouw.

## Studie
Op vijfjarige leeftijd begon Thom Jansen piano te spelen. Hij had een leraar die hem stimuleerde om te improviseren.
Als leerling van het Ignatiuscollege in Amsterdam werd zijn liefde voor de muziek gewekt door zijn muziekdocent Bernard Huijbers. Op twaalfjarige leeftijd was hij al achter het orgel te vinden als begeleider van het Fons- en Igkoor, dat onder leiding van dezelfde Bernard Huijbers stond. (Het Fons- en Igkoor bestond uit meisjes van het Fons Vitae Lyceum en jongens van het Ignatiuscollege, beide in Amsterdam, in de periode dat katholieke middelbare scholen nog niet gemengd waren).
Jansen studeerde van 1971 tot 1977 piano, orgel en koordirectie aan het toenmalige Nederlands Instituut voor Katholieke Kerkmuziek te Utrecht. Een van zijn docenten was Bernard Bartelink. Al op jonge leeftijd verving hij de organist in de Dominicuskerk te Amsterdam. Daar kwam hij onder de bezielende leiding van componist en dirigent Bernard Huijbers, die Jansen ooit een duivelskunstenaar noemde. "Altijd vrij fantaserend op de bedoelingen van de componist, (Huijbers) met sublieme vondsten waar deze jaloers op is, zo speels en gekund" (uit het voorwoord bij de CD Première door Bernard Huijbers). Samen met Tom Löwenthal vormde Jansen het duo dat hun gezamenlijke leermeester Huijbers navolgde maar ook overvleugelde.

## Organist
In 1970 werd Jansen benoemd als organist van de Dominicuskerk te Amsterdam. Hier heeft hij onder anderen behalve met Huijbers ook samengewerkt met Jos Wilderbeek (nu trappist in de abdij van Zundert), Gert Bremer, Tom Löwenthal, Paul Valk en de laatste jaren met Leenke de Lege en Arjan van Baest.
Op het label Korthom, een initiatief van Thom Jansen, verschenen:
- Premiere (1999), composities van onder anderen Alain, Bach, Balbastre, Franck en Jansen
- Resonare (2002), orgelklanken uit de Sint-Jansbasiliek te Laren door Ronald van Baekel en Thom Jansen

Over zijn orgelspel op de cd-première zei Huijbers: "César Franck staat op uit zijn graf om te gaan luisteren in de Dominicuskerk (..) En improviseren kan Jansen even goed als Bach en Franck en Alain het deden". (voorwoord cd)
Ook in 2002 publiceerde Jansen, in eigen beheer, het Klein Kerstoratorium. Twaalf liederen waarvan de tekst geschreven is door Jan Nieuwenhuis (1924), dominicaan, priester en sinds 1964 voorganger in de Dominicuskerk. Jansen maakte de muziek die tijdens de kerstnacht van 2002 werd gezongen door het Dominicuskoor. Hij wisselt orgel- en pianospel af op deze cd.
Jansen improviseerde op de cd die in 2003 verscheen bij het 90-jarig jubileum van Koot Vleugels Piano’s: De Koot Fuga/ Fantasie, Terugblik en Toekomst.
Organist op de volgende cd's van het Nieuw Liedfonds: Hildegard von Bingen (2000); Passage (2008); Tussen de tijd; en op vele grammofoonplaten met werk van Huijbers die in de jaren 60 en 70 uitkwamen.
Jansen heeft in de jaren negentig meegewerkt aan de restauratie van 'zijn' Adema-orgel in de Dominicuskerk te Amsterdam. Bij zijn 40-jarig jubileum als organist in september 2010 deed Jansen een klemmend beroep op de gemeente om opnieuw de beurs te trekken voor nader herstel van dit orgel; in de stad geniet dit instrument trouwens samen met de bijzondere akoestiek van de Dominicuskerk een zekere faam. Ook elders maakt Jansen zijn artistieke handen graag vuil bij de restauratie van orgels - niet altijd de eerste zorg van kerkbesturen.

## Pianist
Thom Jansen begeleidde Marjol Flore op de piano bij meerdere van haar theatershows.
Jansen speelde in het seizoen 2000-2001 als pianist en bandleider in het combo van Bas en Ralf Grevelink in de theater-meezingshow Ik ben blij dat ik je niet vergeten ben.
Pianist op talloze grammofoonplaten en CD's in het moderne liturgische genre. Hij speelde op de vleugel op de CD's van het Dominicus Muziekfonds Als wild gras, Welkom op de bergen en Smeltwater.
Op CD's van het Nieuw Liedfonds: Tussen de tijd en Passage.

## Componist
In 1980 begon Thom Jansen met componeren van liturgische muziek. In de beginperiode componeerde hij vnl. op teksten van Huub Oosterhuis
In 1999 publiceerde het Dominicus Muziekfonds de CD Als wild gras. Op deze CD staan twee liederen op muziek van Thom Jansen: Als ik roep, geef antwoord - naar Psalm 4 (tekst Gerard Swüste) en Hier woont God bij de mensen - naar Openbaring 21, (tekst Sieds Prins).
In 2002 publiceerde het Dominicus Muziekfonds de CD Welkom op de bergen, met daarop meerdere liederen die Thom Jansen sinds 1984 had gecomponeerd: Het land en Het lied van het mensenkind - naar Lucas 23 (1995), teksten van Huub Oosterhuis; Hoe lang nog, Jij - Psalm 13 (2002), tekst van Gerard Swüste; Niemand ontkomt eraan (2001), tekst Muus Jacobse; Kerstevangelie volgens Lucas (Kerst 2000), tekstbewerking Mirjam Wolthuis; God, Jij bent voor mij een herder - PASTORALE, Psalm 23 (2002), tekst Gerard Swüste; Om warmte (1986), melodie Wilfred Kemp, bewerking Thom Jansen; Jij, onze God - Psalm 8 (1999), tekstbewerking Gerard Swüste; En het werd avond en morgen (1994), geschreven en gecomponeerd voor het huwelijk van Tom Löwenthal, tekst Huub Oosterhuis, muziek Thom Jansen; Het lied van de laatste avond (2002) tekst Jan Nieuwenhuis; Mijn licht, mijn vrijheid - Psalm 27, tekstbewerking Gerard Swüste.
In 2008 werkte Thom Jansen als organist en componist mee aan de CD Zomerregen van het Nieuw Liedfonds. Hij maakte de muziek bij de tekst Zie ons blindelings van Ellen Warmond.
Smeltwater verschijnt in 2009 als derde CD van het Dominicus Muziekfonds. Thom Jansen tekent voor tien composities: Al wat wij verlangen, met tekst van Gerard Swüste; Een stem in mijn hart, een lied van Maria, tekst Gerard Swüste; In de oudste lagen van mijn ziel, tekst M. Vasalis; Momentum, tekst Pieter van Hoof; Handen, tekst Gerrit Achterberg; Dag der dagen, tekst Niek Schuman; Uittocht, tekst Ida Gerhardt; Ik spreek tot jou, tekst Gunnar Ekelöf; Zingen voor jou - Psalm 146, tekst Gerard Swüste en een uitbundig Alleluja.
Het Nieuw LiedFonds brengt composities van Thom op de cd's Hildegard von Bingen, Passage, Zielsverlangen en Eb en vloed.
Thom Jansen componeert vanuit de tekst. Muziek en tekst vullen elkaar bij zijn composities aan. Daardoor componeert hij in verschillende stijlen. Soms wordt hij geïnspireerd door Bachcantates, bij andere teksten is de melodie verstild en geïnspireerd door de gregoriaanse muziek en bij weer andere teksten ontstaat een lichte vrolijke melodie.
Ook zijn improvisaties tijdens de liturgische vieringen laat hij aansluiten bij het thema of de gelezen tekst.
Over zichzelf zegt Thom Jansen "(..)Ik voel me eigenlijk meer (..) een sfeermaker dan de componist van de Dominicuskerk. Het gaat niet om mij, maar om dienstbaarheid aan kwaliteit, spontaniteit en betrokkenheid".

## Persoonlijk
Bij gelegenheid van zijn veertigjarig jubileum heeft Jansen in eigen beheer, met foto's en een cd (Het beste van Jansen), een boekje met deels zeer persoonlijke belevenissen van een organist die bleef uitgegeven, met als titel Boventoon.
Jansen heeft een relatie met een vrouw en heeft twee dochters; hij is de jongste van een groot, weinig welvarend, maar cultuurminnend rooms-katholiek gezin uit de Amsterdamse Pijp. Op 21 april 2019 heeft hij na 49 jaar afscheid genomen van de Dominicusgemeente.